# Ophisternon bengalense
Ophisternon bengalense (злитозябровик бенгальський) — вид костистих риб родини злитнозябрових (Synbranchidae) ряду злитнозяброподібних (Synbranchiformes).

## Поширення
Риба поширена у прісних та солонуватих водоймах Південної Азії та Океанії. Вид зустрічається в Індії, Шрі-Ланці, Південно-Східній Азії, Індонезії, Філіппінах, Новій Гвінеї, в Австралії і на островах Палау